# Słowacja na Mistrzostwach Świata w Lekkoatletyce 2019
Słowacja na Mistrzostwach Świata w Lekkoatletyce 2019 – reprezentacja Słowacji podczas mistrzostw świata w Doha liczyła 6 zawodników, startujących w 6 konkurencjach.

## Skład reprezentacji

### Kobiety
| Zawodniczka          | Konkurencja                | Eliminacje | Eliminacje | Półfinał | Półfinał | Finał | Finał   | Źródło |
| Zawodniczka          | Konkurencja                | Wynik      | Pozycja    | Wynik    | Pozycja  | Wynik | Pozycja | Źródło |
| -------------------- | -------------------------- | ---------- | ---------- | -------- | -------- | ----- | ------- | ------ |
| Gabriela Gajanová    | bieg na 800 m              | 2:04,45    | 36.        | NQ       | NQ       | NQ    | NQ      | [ 1 ]  |
| Stanislava Škvarková | bieg na 100 m przez płotki | 13,44      | 31.        | NQ       | NQ       | NQ    | NQ      | [ 2 ]  |
| Mária Czaková        | chód na 50 km              | —          | —          | —        | —        | DNF   | DNF     | [ 3 ]  |

| Zawodniczka      | Konkurencja | Kwalifikacje | Kwalifikacje | Finał | Finał   | Źródło      |
| Zawodniczka      | Konkurencja | Wynik        | Pozycja      | Wynik | Pozycja | Źródło      |
| ---------------- | ----------- | ------------ | ------------ | ----- | ------- | ----------- |
| Martina Hrašnová | rzut młotem | 72,01        | 9. Q         | 71,28 | 9.      | [ 4 ] [ 5 ] |

### Mężczyźni
| Zawodnik   | Konkurencja   | Finał | Finał   | Źródło |
| Zawodnik   | Konkurencja   | Wynik | Pozycja | Źródło |
| ---------- | ------------- | ----- | ------- | ------ |
| Matej Tóth | chód na 50 km | DNF   | DNF     | [ 6 ]  |

| Zawodniczka     | Konkurencja | Kwalifikacje | Kwalifikacje | Finał | Finał   | Źródło |
| Zawodniczka     | Konkurencja | Wynik        | Pozycja      | Wynik | Pozycja | Źródło |
| --------------- | ----------- | ------------ | ------------ | ----- | ------- | ------ |
| Marcel Lomnický | rzut młotem | 73,51        | 18.          | NQ    | NQ      | [ 7 ]  |